# Абайський сільський округ (Актогайський район)
Аба́йський сільський округ (каз. Абай ауылдық округі, рос. Абайский сельский округ) — адміністративна одиниця у складі Актогайського району Карагандинської області Казахстану. Адміністративний центр — село Абай.
Населення — 205 осіб (2021; 339 у 2009, 424 у 1999, 783 у 1989).
Станом на 1989 рік існувала Абайська сільська рада (села Абай, Акшкол, Достик, Таскін) ліквідованого Приозерного району. 2007 року було ліквідовано село Таскин.

## Склад
До складу округу входять такі населені пункти:
| Населений пункт | Населення, осіб (1989) | Населення, осіб (1999) | Населення, осіб (2009) | Населення, осіб (2021) |
| --------------- | ---------------------- | ---------------------- | ---------------------- | ---------------------- |
| Абай, село      | 455                    | 382                    | 288                    | 198                    |
| Акшкол, село    | 127                    | 30                     | 51                     | 7                      |
| Достик, село    | 79                     | -                      | -                      | -                      |
| Таскин, село    | 122                    | 12                     | -                      | -                      |